# Preserved County
Preserved County (zu deutsch „aufrechterhaltene Grafschaft“, walisisch „Siroedd cadwedig“) ist in Wales die Bezeichnung für die Zuständigkeitsbereiche der zeremoniellen Lord Lieutenants, die Repräsentanten des britischen Monarchen in Wales. Jedes Preserved County hat auch einen High Sheriff. Vergleichbare Gebietseinheiten in England sind die dortigen Zeremoniellen Grafschaften. Wales ist in acht Preserved Counties eingeteilt:
1. Gwent
2. South Glamorgan
3. Mid Glamorgan
4. West Glamorgan
5. Dyfed
6. Powys
7. Gwynedd
8. Clwyd

Die acht Preserved Counties von Wales entsprechen weitgehend den acht Counties, die in Wales 1974 neu gebildet wurden und bis 1996 als Verwaltungsgrafschaften dienten. Die folgende Tabelle gibt die Zugehörigkeit der 22 heutigen walisischen Unitary Authorities zu den Preserved Counties an.
| Preserved County | Unitary Authorities                                                                              |
| ---------------- | ------------------------------------------------------------------------------------------------ |
| Clwyd            | Conwy County Borough, Denbighshire, Flintshire, Wrexham County Borough                           |
| Dyfed            | Carmarthenshire, Ceredigion, Pembrokeshire                                                       |
| Gwent            | Blaenau Gwent County Borough, Caerphilly County Borough, City of Newport, Monmouthshire, Torfaen |
| Gwynedd          | Gwynedd, Anglesey                                                                                |
| Mid Glamorgan    | Bridgend County Borough, Merthyr Tydfil County Borough, Rhondda Cynon Taf                        |
| Powys            | Powys                                                                                            |
| South Glamorgan  | City and County of Cardiff, Vale of Glamorgan                                                    |
| West Glamorgan   | City and County of Swansea, Neath Port Talbot County Borough                                     |